# Cruising gay en Washington, D.C.

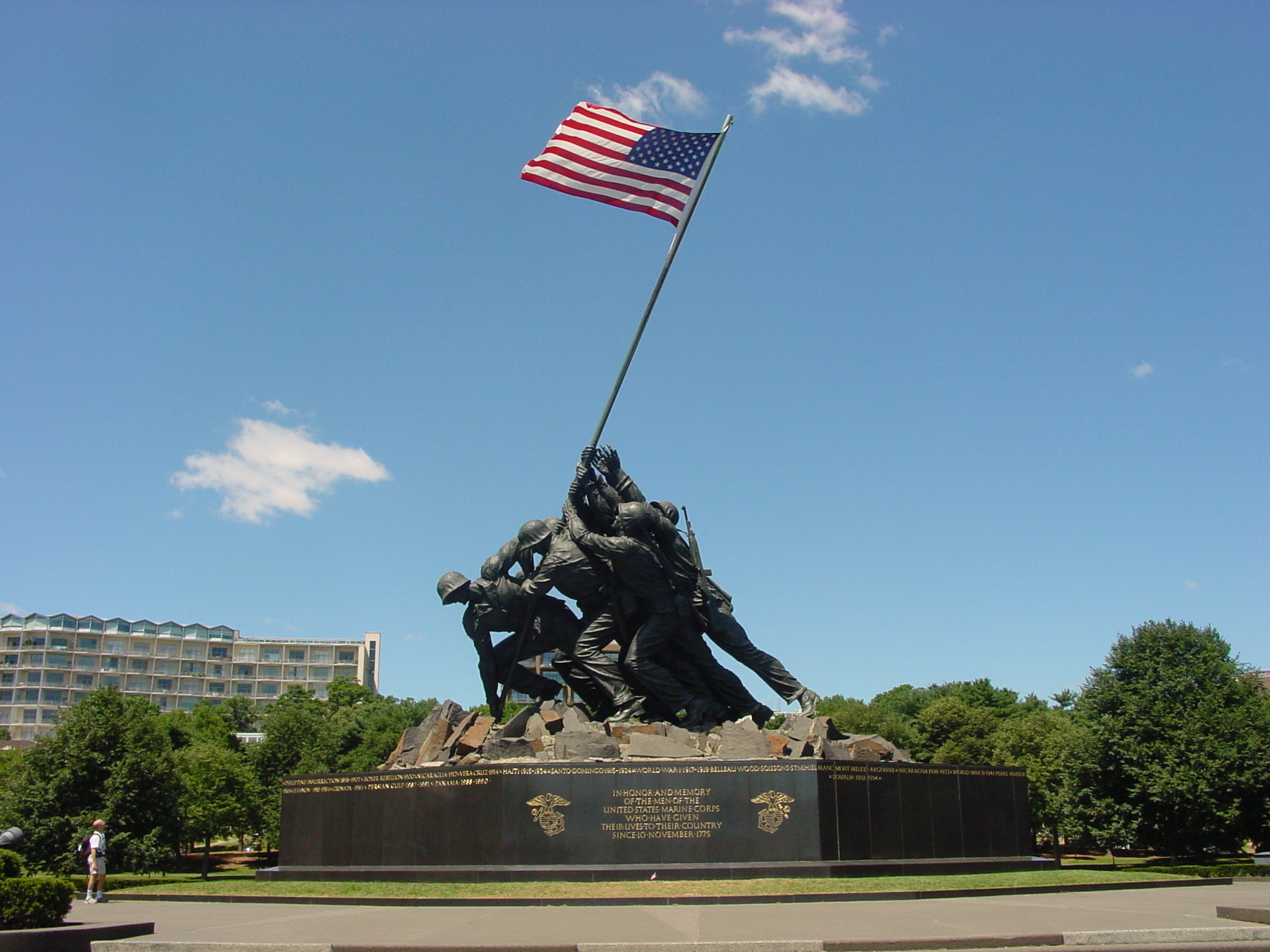
El Monumento de Guerra del Cuerpo de Marines ha sido un lugar popular para buscar sexo gay.

Ha existido una tradición establecida de cruising gay en Washington, DC, Estados Unidos.
Brett Beemyn identificó la ciudad como un punto de encuentro para las relaciones interraciales entre personas del mismo sexo a finales del siglo XIX en su ensayo de 2004 "The Geography of Same-Sex Desire: Cruising Men in Washington, DC in the Late Nineteenth and Early Twentieth Centuries" (en español: La geografía del deseo del mismo sexo: hombres de cruising en Washington, D.C. a finales del siglo XIX y principios del XX).  En 1892, 18 hombres (de los cuales la mayoría eran afroamericanos) fueron arrestados por practicar sexo oral en Lafayette Square.
Los diarios de Jeb Alexander de la década de 1920 documentan sus paseos por los parques de Washington D. C., especialmente Lafayette Square. Después de conocerse, él y su pareja caminaban hasta los terrenos apartados del Monumento a Lincoln o el Parque Potomac y tenían sexo oral o anal. 
 También paseaba por Farragut Square, Franklin Park y los terrenos alrededor del Monumento a Washington.  Alexander rechazó con frecuencia los avances de Henry Gerber, quien más tarde fundó la Sociedad para los Derechos Humanos, la primera organización de derechos de los homosexuales en los Estados Unidos.  Alexander apodó tres bancos de la plaza: el "Banco de los deseos", el "Banco Magnolia" y el "Banco del Halcón Nocturno". Se sentaba en los bancos durante horas esperando que los hombres se acercaran a él antes de que le dijeran que la mejor manera de conocer gente era hacer recorridos por el parque.
En su libro Secret City, James Kirchick escribió que los "encuentros furtivos en baños públicos [y] parques" seguían siendo la única opción para los hombres que tenían sexo con hombres en Washington D. C., en la década de 1960. Otros sitios de encuentro incluían los baños de los grandes almacenes Garfinckel's y Woodward &amp; Lothrop a la hora del almuerzo y por la tarde. En su contribución de historia oral grabada en 2001 para el Proyecto de Historia Arcoíris sobre la historia LGBTQ+ en el área de Washington D. C., el activista Bruce Pennington del Frente de Liberación Gay mencionó varias zonas de encuentro. Pennington recordó la esquina de la calle 31 y la calle Dumbarton, cerca del Georgetown Grill, donde se encontraban «muchos chicos de Georgetown, muchos ciudadanos respetables», y la «manzana 2000» de la avenida Massachusetts, que era muy transitada antes de que se construyera un hotel, así como el baño de hombres en Dupont Circle, que era «un lugar tan obvio». Dupont Circle fue apodado el "fruit loop" por su "interminable juego de bancos musicales con hombres moviéndose de uno a otro" y su "extravagancia diurna de primera". 
Un artículo de 2001 en The Washington Post identificó el parque alrededor del Monumento de Guerra del Cuerpo de Marines, el Parque Turkey Run y "casi media docena de otros lugares a lo largo de la costa de Virginia del Potomac" como "tan notorios que aparecen en directorios de internet de sitios de encuentro para hombres homosexuales". El Monumento de Guerra del Cuerpo de Marines en la cercana ciudad de Arlington, Virginia, fue un popular lugar de crucero en el siglo XX. El activista Bruce Pennngton afirmó que "nunca se habló del monumento en términos de seguridad". En su libro de 1996, The Thirty Years' Wars (en español: Las guerras de los treinta años), Andrew Kopkind escribió que la vista desde el monumento significaba que "los amantes pueden encontrarse, o besarse, con una vista impresionante del Pentágono, el Capitolio y el Monumento a Washington, sea cual sea el valor simbólico que tenga cualquiera de esos edificios". Un área boscosa cerca de Rock Creek y el puente de P Street también era popular.
El representante Jon Hinson fue arrestado en el monumento conmemorativo en 1976 después de exhibirse ante un oficial de policía encubierto. En 1981, fue arrestado y acusado por segunda vez de intento de sodomía por practicarle sexo oral a un empleado de la Biblioteca del Congreso en un baño del Edificio Longworth de la Cámara de Representantes. El baño había sido objeto de una operación encubierta tras recibir quejas.  El jefe de la Policía del Capitolio de Estados Unidos le había preguntado al presidente de la Cámara, Tip O'Neill, si se debía advertir a los representantes sobre la operación, con lo que él no estaba de acuerdo.
Desde principios de 2000 hasta marzo de 2001, la Policía de Parques de Estados Unidos arrestó a 293 personas por cargos relacionados con sexo en público en parques a lo largo de la George Washington Memorial Parkway. Los arrestos se debieron a delitos que incluían "actos indecentes" y exposición indecente. En los arrestos se utilizaron agentes vestidos de civil. La magistrada estadounidense Theresa C. Buchanan declaró que había estado "debatiendo mentalmente estos casos sobre qué hacer... Con esta conducta, el parque ya no está disponible para otros, para los turistas...".